# NGC 3
NGC 3は、うお座の方角にあるレンズ状銀河である。